# Roxanne McKee

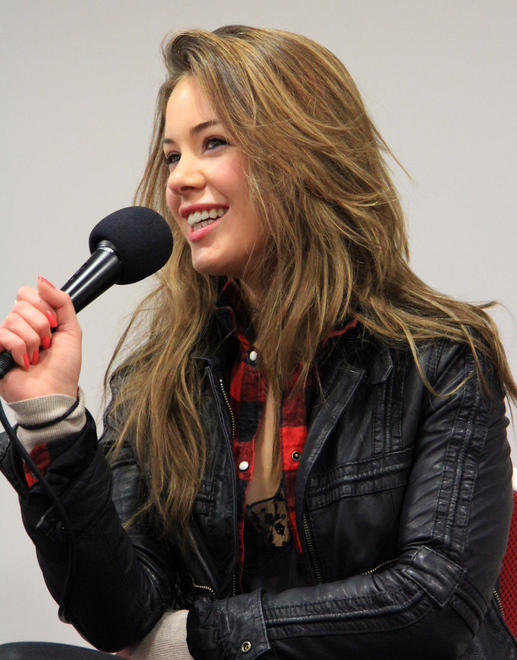
Roxanne McKee auf der Collectormania (2012)

Roxanne McKee (* 10. August 1980 in Kanada) ist eine britische Schauspielerin und Model. Am bekanntesten wurde sie durch ihre Rollen als Louise Summers in Hollyoaks und als Doreah in Game of Thrones.

## Leben und Karriere
Roxanne McKee wurde im August 1980 in Kanada geboren, wuchs aber in Sussex im Süden von England auf. 2003 schloss sie die Royal Holloway, University of London mit einem Bachelor in Sozial- & Politikwissenschaften ab. Danach arbeitete sie zwischenzeitlich als Kellnerin und Personalberaterin, bevor sie 2004 die Show Hollyoaks On The Pull, eine Art Castingshow, um neue Schauspieler für die beliebte britische Seifenoper Hollyoaks zu finden, gewann. Die Rolle der Louise Summers wurde im Februar 2005 als Urlaubsfreundin von Darren Osborne (Ashley Taylor Dawson) eingeführt. Nachdem sie diese Rolle für drei Jahre hatte, entschied sie sich, aus der Serie auszusteigen. Ihre Figur starb im Dezember 2008 den Serientod. Während dieser Zeit gewann sie 2007 und 2008 den British Soap Award in der Kategorie Sexiest Female und war 2006 und 2009 für diesen nominiert. In derselben Kategorie gewann sie 2007 und 2008 auch den Inside Soap Award.
Im Juli 2009 wurde sie als Model der Fashionshow Clothes Show Live gebucht. Ebenfalls 2009 stand sie für den Horrorfilm F als Nicky neben Eliza Bennett vor der Kamera. Anfang 2010 hatte sie zwei Gastauftritte in der BBC-Two-Sitcom The Persuasionists, einen in der Webserie EastEnders: E20, die zum 25. Jubiläum von EastEnders gezeigt wurde. In der ersten Staffel der Dramaserie Lip Service, die von einer Gruppe lesbischer Frauen im schottischen Glasgow handelt, hatte sie die wiederkehrende Nebenrolle der Lou Foster inne. Von April 2011 bis Mai 2012 war sie in der HBO-Fantasyserie Game of Thrones, die auf den Romanen Das Lied von Eis und Feuer des US-amerikanischen Autors George R. R. Martin basiert, zu sehen. Sie spielte dort Doreah, Daenerys’ (Emilia Clarke) Dienstmädchen, die nach Verrat von ihrer Herrin in einem Tresor eingeschlossen wird. Für diese Rolle wurde sie mit dem Ensemble der Serie bei den Screen Actors Guild Awards 2012 in der Kategorie Bestes Schauspielensemble nominiert. 2012 war sie außerdem in einer Gastrolle in der Krimiserie Lewis – Der Oxford Krimi zu sehen und spielte in Wrong Turn 5: Bloodlines, dem fünften Teil der Wrong-Turn-Reihe, die Hauptrolle der Lita. 2014 übernahm sie in Renny Harlins Actionfilm The Legend of Hercules die Rolle als Königin Alkmene.

## Filmografie (Auswahl)
- 2005–2008: Hollyoaks (Seifenoper, 78 Episoden)
- 2010: F – London Highschool-Massaker (F)
- 2010: The Persuasionists (Fernsehserie, 2 Episoden)
- 2010: EastEnders: E20 (Webserie, Episode 2x02)
- 2010: Lip Service (Fernsehserie, 4 Episoden)
- 2011–2012: Game of Thrones (Fernsehserie, 11 Episoden)
- 2012: Lewis – Der Oxford Krimi (Lewis, Fernsehserie, Episode 6x02)
- 2012: Wrong Turn 5: Bloodlines
- 2013: Vendetta
- 2014: The Legend of Hercules
- 2014: Alt (Fernsehfilm)
- 2014: Ironclad 2 – Bis aufs Blut (Ironclad: Battle for Blood)
- 2014–2015: Dominion (Fernsehserie, 21 Episoden)
- 2016: Crossfire (Fernsehfilm)
- 2017–2018: Strike Back (Fernsehserie, 10 Episoden)
- 2019: Paris, Wine and Romance (Fernsehfilm)
- 2019: Inside Man: Most Wanted
- 2020: Picture Perfect Royal Christmas
- 2020: Pandora (Fernsehserie, 3 Episoden)
- 2023: The Admirer
- 2025: Bambi: Die Abrechnung (Bambi: The Reckoning)